# Battaglia del passo Riški
La battaglia del passo Riški (in bulgaro Битката при Ришкия проход?) o Battaglia di Veregava si svolse nell'omonimo passo sui Monti Balcani in Bulgaria nel 759. Fu combattuta tra l'Impero bulgaro e l'Impero bizantino. I bulgari furono vittoriosi sui bizantini.

## Antefatti alla battaglia
Tra il 755 e il 775, l'imperatore bizantino Costantino V organizzò nove campagne per sconfiggere ed eliminare il Primo Impero bulgaro e sebbene riuscì a sconfiggere più volte i bulgari, l'obiettivo auspicato non fu mai raggiunto.

## La battaglia
Nel 759, l'imperatore guidò un esercito verso la Bulgaria, ma il Khan bulgaro Vineh riuscì a bloccare i diversi passi della catena montuosa che l'esercito invasore doveva attraversare. Quando i bizantini raggiunsero il passo Riški, caddero in un'imboscata e l'intero esercito fu annientato. Lo storico bizantino Teofane Confessore scrisse che i bulgari uccisero lo strategos della Tracia Leone, il comandante del drama e molti soldati.

## Conseguenze
Vineh non colse l'occasione favorevole per sferrare un attacco dentro il territorio bizantino, ma scelse di negoziare un accordo di pace. Grazie a questa richiesta, Vineh si rese presto impopolare tra i nobili e per questo fu assassinato nel 761.